# Drehstrombetrieb Gérgal–Santa Fe-Alhama
| Drehstrombetrieb Gérgal–Santa Fe-Alhama   | Drehstrombetrieb Gérgal–Santa Fe-Alhama |
| ----------------------------------------- | --------------------------------------- |
| Güterzug in Santa Fé-Alhama im Jahre 1911 |                                         |
| Streckenlänge:                            | 21,2 km                                 |
| Spurweite:                                | 1668 mm (Iberische Spur)                |
| Stromsystem:                              | 5000 V 25 Hz ∆                          |
| Maximale Neigung:                         | 29 ‰                                    |
| Streckengeschwindigkeit:                  | 25 km/h                                 |
|                                           |                                         |

Der Drehstrombetrieb Gérgal–Santa Fe-Alhama in der Nähe von Almería in Andalusien war die erste Elektrifizierung einer spanischen Breitspurstrecke. Die Züge verkehrten von 1911 bis 1966 mit kleinen Lokomotiven in Doppeltraktion, danach wurde der Betrieb der einspurigen Strecke von Diesellokomotiven übernommen, bis die Strecke 1987 auf 3 kV-Gleichstrombetrieb umgestellt wurde.

## Geschichte
Die Compañía de los Caminos de Hierro del Sur de España (CCHSE), oft nur Sur genannt, baute die Bahnstrecke Linares Baeza-Almería, die 1899 in Betrieb ging. Ihre wichtigste Aufgabe war die Abfuhr der Produktion der Bleierzgruben in Linares und den Eisenerzgruben bei Alquife in der Nähe von Guadix zum Hafen in Almería. Das Eisenerz wurde von der grubeneigenen Werksbahn von der Ladestelle zum 15 km entfernten Bahnhof La Calahorra-Ferreira▼ gebracht, wo die Züge von der Sur übernommen wurden. Diese war aber nicht in der Lage, den Ausstoß der Grube zu bewältigen. Schuld daran war der chronische Lokomotivmangel der Bahn und die schwierige Streckenführung von der auf 1200 msnm liegenden Hochebene bei Alquife hinunter zum Mittelmeer, die eine durchschnittliche Neigung von 14 ‰, wobei der steilste Abschn9itt zwischen den Bahnhöfen Gérgal▼ und Santa Fe-Alhama▼ lag. Dort beträgt die Steigung durchgehend 25 ‰, an einigen Stellen sogar 29 ‰. Die leeren Züge aus Almería erreichten auf diesem Streckenabschnitt nur eine Geschwindigkeit von 10 km/h.
Um die Leistungsfähigkeit und die Transportgeschwindigkeit zu steigern, wurde der Gérgal–Santa Fe-Alhama 1911 elektrifiziert. Als Stromsystem kam Drehstrom mit einer Frequenz von 25 Hertz und einer Spannung von 5200 Volt zum Einsatz. Es wurden sieben zweiachsige elektrische Lokomotiven angeschafft, die in der Regel in Doppeltraktion verkehrten. 1918 wurde die Elektrifikation ausgedehnt auf Gádor–Nacimiento (30,5 km). 1963 wurden vier vierachsige Loks beschafft und die Strecke bis Almería elektrifiziert (Almería–Gádor–Santa Fe–Gérgal–Nacimiento 46,8 km), aber bereits 1966 der elektrische Betrieb eingestellt.
1987 wurde der Abschnitt Gérgal–Doña María neu trassiert und 1989 wurde der von den Erzzügen befahrene Abschnitt mit Gleichstrom 3000 Volt elektrifiziert. Doch im Oktober 1996 schlossen die Minen. Der elektrische Betrieb endete wieder und die Auslastung der Bahnstrecke ging stark zurück, Personenverkehr findet bis heute, allerdings in geringem Maße, statt. Zurzeit verkehren täglich zwei Talgo-Zugpaare nach Madrid Chamartín via Madrid Atocha und zwei Media Distancia-Zugspaaren der Relation Sevilla Santa Justa–Almería bedient. Die Fahrleitung blieb erhalten.
Bis voraussichtlich 2026 soll die Schnellfahrstrecke Madrid–Levante von Murcia nach Almería erweitert werden.